# Metro Nowosibirsk

Schematische Darstellung des Metronetzes

Die Metro Nowosibirsk (russisch Новосибирский метрополитен/ Transkription Nowossibirski metropoliten) ist die U-Bahn der russischen Stadt Nowosibirsk. Bis zur Eröffnung der Metro Jekaterinburg 1991 war sie die einzige U-Bahn im asiatischen Teil Russlands. Sie besteht aus zwei Linien mit dreizehn Stationen sowie einer Länge von 15,9 Kilometern.

## Geschichte
Erste Pläne gab es bereits in den 1960er Jahren, als klar wurde, dass das Wachstum der Stadt neben der Straßenbahn ein weiteres öffentliches Verkehrsmittel notwendig machte. In einer großen Untersuchung wurden eine Schnellstraßenbahn, ein Metronetz und ein Mischbetrieb aus beidem abgewägt. Im Jahr 1978 fiel die Entscheidung zum Bau eines großen Metronetzes ohne ergänzende Straßenbahn. Am 12. Mai begannen die Bauarbeiten an der Station Oktjabrskaja. Alle Stationen liegen in relativ geringer Tiefe und wurden zumeist in offener Bauweise errichtet. Die Tunnel hingegen sind gebohrt.
Nach einer Bauzeit von sechs Jahren fuhr der erste Zug auf der Leninskaja-Linie (Ленинская) zwischen den Stationen Studentscheskaja und Krasny Prospekt. Die Züge verbanden fünf Stationen und überquerten den Ob und dessen Flussaue mittels der 2145 Meter langen Metrobrücke (davon knapp 900 Meter über dem Fluss). Die Linie wurde in den folgenden Jahren um zwei weitere Stationen im Norden und eine im Westen erweitert. Die Linie stellt das Rückgrat des Nowosibirsker Metronetzes dar, da sie die zwei Stadtzentren auf dem linken und rechten Ufer des Obs verbindet.
Am 31. Dezember 1987 wurde die zweite Linie, Dserschinskaja (Дзержинская), mit der Umsteigestation Sibirskaja eröffnet. Anfangs wurde nur ein Tunnel betrieben: Ein einzelner Zug pendelte zwischen den Stationen Sibirskaja und Ploschtschad Garina-Michailowskowo am Hauptbahnhof der Stadt. Mit der Eröffnung der dritten Station Marschala Pokryschkina wurde auch der zweite Tunnel in Betrieb genommen, nun pendelten zwei Züge (ohne Gleiswechsel, jeder Zug nutzte einen Tunnel). Am 25. Juni 2005 wurde der Südtunnel zur vierten Station der Linie, Berjosowaja Roschtscha (Берёзовая Роща) eröffnet, zwei Jahre später der Nordtunnel. Erst damit konnte auf der Linie ein konventioneller Betrieb mit drei Zügen auf zwei Richtungsgleisen aufgenommen werden. Am 7. Oktober 2010 wurde eine weitere Station in östlicher Richtung, Solotaja Niwa, eröffnet. Am 26. Oktober 2010 wurde die Station auf Gerichtsbeschluss wegen Unregelmäßigkeiten bei der Erteilung der Betriebsgenehmigung aus Sicherheitsgründen vorübergehend geschlossen. Sie wurde erst am 9. Februar 2011 nach der Freigabe durch die technische Aufsichtsbehörde wieder in Betrieb genommen.

## Pläne
Geplant sind momentan noch zwei Stationen der Dserschinskaja-Linie in Richtung Osten, Dowatora (Доватора) und Wolotschajewskaja (Волочаевская). Da jedoch relativ geringe finanzielle Mittel für den U-Bahn-Bau bereitgestellt werden, dauern die Bauarbeiten wesentlich länger als ursprünglich vorgesehen und die zuletzt angegebenen Termine für die Inbetriebnahme 2012 und 2013 konnten nicht gehalten werden. Das Gleiche gilt für die Leninskaja-Linie, auf der im Anschluss an die Station Ploschtschad Marksa in westlicher Richtung die Station Ploschtschad Stanislawskowo (Площадь Станиславского) gebaut werden soll und bereits 2011 eröffnet werden sollte. Gegenwärtig ruht der Weiterbau (Stand: September 2011). Auf den Aushangplänen in den Metro-Zügen wird die Station Ploschtschad Stanislawskowo als nächstes Bauziel angezeigt. In Pressekonferenzen der Stadt im Sommer 2011 wurde jedoch die Station Dowatora der Dserschinskaja-Linie als neue erste Priorität favorisiert, da hier mehr neue Passagiere zu erwarten und somit höhere Fördergelder aus Moskau möglich seien. Für den Fall einer solchen Finanzierung ab 2013 wurde eine Inbetriebnahme 2016[veraltet] in Aussicht gestellt.
Längerfristig ist eine dritte Linie, Kirowskaja (Кировская) auf dem linken Ob-Ufer nach Süden geplant, ebenso der Bau einer vierten Linie vom Nordosten der Stadt in die Stadtbezirke weit im Süden. Eine fünfte Linie soll in einem Halbkreis die zentrumsfernen Stadtviertel im Osten der Stadt verbinden. Die erste Linie soll in beide Richtungen verlängert werden. Die zweite Linie sollte gemäß den ursprünglichen Plänen den Ob Richtung Westen unterqueren, inzwischen wird vereinzelt auch ein Weiterbau nach Nordosten erwogen, wo mehr Fahrgäste zu erwarten wären. Obwohl beim Bau der Station Berjosowaja Roschtscha bereits ein Tunnel für die künftige vierte Linie vorgesehen wurde, ist eine Umsetzung all dieser Pläne in den nächsten Jahrzehnten nicht zu erwarten.

## Liste der Stationen
In der nachfolgenden sortierbaren Tabelle sind die Stationen zunächst gemäß der deutschen Transkription ihrer Namen alphabetisch sortiert aufgeführt. Bei Sortierung nach Linie werden die Stationen gemäß ihrer Abfolge von Nord nach Süd bzw. von West nach Ost auf den beiden Linien geordnet.
| Bild                   | Name transkribiert / Name original                              | Linie | Übergang zu Linie | Eröffnet      | Karte     | Bemerkenswertes in der Nähe                                                          |
| ---------------------- | --------------------------------------------------------------- | ----- | ----------------- | ------------- | --------- | ------------------------------------------------------------------------------------ |
| Berjosowaja Roschtscha | Berjosowaja Roschtscha Берёзовая Ро́ща                           |       |                   | 25. Juni 2005 | Stadtplan | Park Berjosowaja Roschtscha                                                          |
| Gagarinskaja           | Gagarinskaja Гага́ринская                                        |       |                   | 2. Apr. 1992  | Stadtplan | Übergang zum Haltepunkt Gagarinskaja der Eisenbahn Richtung Krasnojarsk (Vorortzüge) |
|                        | Krasny Prospekt Кра́сный Проспе́кт                                |       | Sibirskaja        | 7. Jan. 1986  | Stadtplan | Spartak-Stadion, Zentralmarkt, Zirkus, Himmelfahrtskathedrale                        |
|                        | Marschala Pokryschkina Ма́ршала Покры́шкина                       |       |                   | 28. Dez. 2000 | Stadtplan |                                                                                      |
| Oktjabrskaja           | Oktjabrskaja Октя́брьская                                        |       |                   | 7. Jan. 1986  | Stadtplan | Bibliothek der Akademie der Wissenschaften                                           |
|                        | Ploschtschad Garina-Michailowskowo Пло́щадь Га́рина-Михайло́вского |       |                   | 31. Dez. 1987 | Stadtplan | Hauptbahnhof                                                                         |
| Ploschtschad Marksa    | Ploschtschad Marksa Пло́щадь Ма́ркса                              |       |                   | 26. Juli 1991 | Stadtplan | „Zweites Stadtzentrum“ auf dem linken Ufer des Ob                                    |
| Ploschtschad Lenina    | Ploschtschad Lenina Пло́щадь Ле́нина                              |       |                   | 7. Jan. 1986  | Stadtplan | Stadtzentrum, Opern- und Ballett-Theater, Lenin-Denkmal                              |
| Retschnoi Woksal       | Retschnoi Woksal Речно́й вокза́л                                  |       |                   | 7. Jan. 1986  | Stadtplan | Flusshafen, zentraler Umsteigepunkt zu Vorortzügen und -bussen nach Süden            |
| Sajelzowskaja          | Sajelzowskaja Зае́льцовская                                      |       |                   | 2. Apr. 1992  | Stadtplan |                                                                                      |
|                        | Sibirskaja Сиби́рская                                            |       | Krasny Prospekt   | 31. Dez. 1987 | Stadtplan | Spartak-Stadion, Zentralmarkt, Zirkus, Himmelfahrtskathedrale                        |
| Solotaja Niwa          | Solotaja Niwa Золота́я Ни́ва                                      |       |                   | 7. Okt. 2010  | Stadtplan |                                                                                      |
| Studentscheskaja       | Studentscheskaja Студе́нческая                                   |       |                   | 7. Jan. 1986  | Stadtplan | Staatliche Technische Universität Nowosibirsk                                        |

Anmerkungen:
1. ↑  nördliches Gleis erst am 23. Juni 2007 eröffnet
2. ↑  teilweise oberirdisch

## Fahrzeuge
Die Zugsflotte der Metro Nowosibirsk besteht aus Modellen wie den sowjetischen 81-717/714 und russischen 81-540.2/541.2. In der Nowosibirsker U-Bahn werden vierteilige elektrische Triebwagen verwendet. Im Jahr 2022 betrug die Gesamtzahl der Triebwagenzüge 26 (104 Wagen).